# واسطه تبادل
به منظور تغییر شیوه دادوستد پایاپای کالا، یک کالای خاص یا عددی ثبت شده در یک دفتر کل به عنوان تجسمی از ارزش تلقی شد و پس از آن معاملات بر اساس انتقال این تجسم از ارزش صورت گرفت. به این تجسم از ارزش که نقش واسطه‌ای را در شکل‌گیری مبادلات ایفا می‌کند، واسطهٔ تبادل می‌گویند. برای مثال سکه‌های طلا در دوران گذشته یا اسکناس در زمان حال واسطهٔ تبادل هستند.
مشکل اصلی موجود در دادوستد پایاپای کالا همرویدادی احتیاجات است؛ به این صورت که تبادل یک کالا با کالای دیگر تنها در حالتی روی می‌دهد که هر دو طرف معامله به کالای یکدیگر احتیاج داشته باشند. اگر در یک جامعه واسطهٔ تبادل به عنوان ارزش مقبولیت پیدا کند، تمام معاملات می‌تواند به صورت تبادل یک کالا با واسطهٔ تبادل صورت گیرد؛ به این صورت یک طرف از طرفین تبادل به کالای مورد نیاز خود دست می‌یابد و طرف دیگر به واسطهٔ تبادل. طرف دوم معامله پس از به دست آوردن واسطهٔ تبادل می‌تواند کالاهای مورد نیاز خود را با انجام مبادلاتی دیگر تهیه کند.

## ویژگی‌ها
یکی از مهم‌ترین کاربردهای واسطهٔ تبادل در جامعه «سنجهٔ ارزش» است. به این صورت که مقدار مشخصی از واسطهٔ تبادل به عنوان یکای ارزش در نظر گرفته می‌شود و پس از آن ارزش هر کالا بر اساس ضریبی از یکای ارزش بیان می‌شود. برای مثال، تمام افراد جامعه از یک تومان مقدار مشخصی از ارزش را تجسم می‌کنند و وقتی گفته می‌شود قیمت یک کالا ۱۰۰ تومان است، این ذهنیت ایجاد می‌شود که ارزش این کالا ۱۰۰ برابر ارزش کالایی با قیمت ۱ تومان است. سنجه‌ی ارزش این امکان را فراهم می‌سازد که ارزش تمامی کالاهای موجود در بازار بر اساس یکای سنجهٔ ارزش بیان شوند. ارزش خود سنجهٔ ارزش نیز از یک اعتقاد مشترک در جامعه نشأت می‌گیرد؛ این اعتقاد که افرادی در جامعه هستند که برای این سنجه، ارزش قائل خواهند شد. برای مثال، اسکناس در حقیقت چیزی جز تکه‌ای کاغذ نیست ولی یک اسکناس هزار تومانی از آنجا برای شما ارزش دارد که اعتقاد دارید افرادی در جامعه هستند که برای این اسکناس ارزش قائل خواهند شد.
برای استفاده از واسطهٔ تبادل در جامعه، این واسطه باید عموماً مقبولیت یابد و قدرت خرید به نسبت ثابتی داشته باشد. به همین دلیل، واسطهٔ تبادل باید از ویژگی‌های زیر برخوردار باشد:
1. رایج و در دسترس
2. قابل استفاده در طولانی‌مدت
3. کم‌هزینه برای نگهداری
4. قابل حمل
5. بخش‌پذیر
6. باارزش‌تر از اکثر کالای موجود با حجم و وزن مشابه
7. شناسایی‌پذیر
8. مقاوم در برابر جعل

یک شیئ یا نشانه تنها در صورتی قادر خواهد بود عملکرد واسطهٔ تبادل را داشته باشد که یا اعتقادی ریشه‌دار در جامعه در مورد ارزش آن وجود داشته باشد یا مجموعه‌ای از کالاها و خدمات به آن وابسته باشند. شرط اول، یا همان اعتقاد به ارزش واسطهٔ تبادل، گاهی به اشتباه ارزش ذاتی واسطهٔ تبادل درک می‌شود. برای مثال گفته می‌شود که طلا ارزش ذاتی دارد. با این حال، نگاهی دقیق‌تر به موضوع مشخص می‌کند که ارزش تنها در اجتماع و روابط انسانی معنا پیدا می‌کند. بنابراین وقتی گفته می‌شود یک شیئ یا نشانه ارزش ذاتی دارد در حقیقت منظور این است که افراد جامعه اعتقاد عمیقی به ارزشمند بودن آن شیئ یا نشانه دارند. برای مثال منظور حقیقی از اینکه طلا ارزش ذاتی دارد این است که صرف نظر از عملکرد دولت‌ها، انسان‌ها همچنان به ارزشمند بودن طلا اعتقاد دارند.
منتقدان نظام پول حکمی ادعا می‌کنند که افزایش عرضهٔ پول حکمی با توجه به نیازهای بازار باعث می‌شود که تعداد کمتری از کالاها و خدمات موجود به پول وابسته باشند و به این ترتیب شرط دوم واسطهٔ تبادل یا همان وابستگی مجموعه‌ای از خدمات و کالاها نقض خواهد شد.